# Hai Phong
Hải Phòng és una ciutat vietnamita, la tercera més poblada del país i la segona del nord del Vietnam després de Hanoi, que es troba a uns 120 km. Administrativament és una municipalitat de tipus 1 amb rang de província. Històricament és un important port al golf de Tonquín, fundat el 1888 per Sadi Carnot, i que esdevingué la principal base naval de la Indoxina Francesa.